# Плющ кримський
Плющ кримський (Hedera taurica) — вид квіткових рослин з родини аралієвих. Ендемік Криму.

## Біоморфологічна характеристика
Кущ 2–15 метрів. Волоски частіше з 7–8 променями, які на значній відстані зростаються. Листки плодоносних пагонів цілісні, безплідні — б.-м. лопатеві, зі стрілоподібною основою і більшою середньою лопаттю.

## Середовище проживання
Зростає у лісах, головним чином листяних, стелиться по каменях, підіймається по скелях і стовбурах дерев — у гірському Криму та на Керченському півострові, звичайний, часто культивується.

## Використання
Декоративна рослина.